# Emmanuel Longelo
Emmanuel Longelo Mbule (Hitchin, 27 de diciembre de 2000) es un futbolista británico que juega en la demarcación de defensa en el Motherwell F. C. de la Scottish Premiership.

## Trayectoria
Tras formarse como futbolista en las categorías inferiores del West Ham United F. C., finalmente el 22 de septiembre de 2020 debutó con el primer equipo en la Copa de la Liga contra el Hull City A. F. C., encuentro que finalizó por 5-1. Su debut en la Europa League se produjo el 9 de diciembre de 2021 contra el G. N. K. Dinamo Zagreb. El encuentro finalizó con un resultado de 0-1 a favor del conjunto croata tras el gol de Mislav Oršić.

## Estadísticas

### Clubes
Actualizado al último partido disputado el 18 de abril de 2025.
| Club                             | Div.          | Temporada     | Liga  | Liga  | Copas nacionales | Copas nacionales | Copas internacionales | Copas internacionales | Total | Total |
| Club                             | Div.          | Temporada     | Part. | Goles | Part.            | Goles            | Part.                 | Goles                 | Part. | Goles |
| -------------------------------- | ------------- | ------------- | ----- | ----- | ---------------- | ---------------- | --------------------- | --------------------- | ----- | ----- |
| West Ham United F. C. Inglaterra | 1.ª           | 2020-21       | 0     | 0     | 1                | 0                | —                     | —                     | 1     | 0     |
| West Ham United F. C. Inglaterra | 1.ª           | 2021-22       | 0     | 0     | 0                | 0                | 1                     | 0                     | 1     | 0     |
| West Ham United F. C. Inglaterra | Total club    | Total club    | 0     | 0     | 1                | 0                | 1                     | 0                     | 2     | 0     |
| Birmingham City Inglaterra       | 2.ª           | 2022-23       | 23    | 1     | 2                | 0                | —                     | —                     | 25    | 1     |
| Birmingham City Inglaterra       | 2.ª           | 2023-24       | 17    | 0     | 3                | 0                | 0                     | 0                     | 20    | 0     |
| Birmingham City Inglaterra       | Total         | Total         | 40    | 1     | 5                | 0                | 0                     | 0                     | 45    | 1     |
| Cambridge United Inglaterra      | 3.ª           | 2024-25       | 15    | 1     | 1                | 0                | —                     | —                     | 16    | 1     |
| Cambridge United Inglaterra      | Total         | Total         | 15    | 1     | 1                | 0                | 0                     | 0                     | 16    | 1     |
| Total carrera                    | Total carrera | Total carrera | 55    | 2     | 7                | 0                | 1                     | 0                     | 63    | 2     |